# Клевер (Мисури)
Клевер (енгл. Clever) град је у америчкој савезној држави Мисури.

## Демографија
По попису из 2010. године број становника је 2.139, што је 1.129 (111,8%) становника више него 2000. године.
| Група             | 2000.       | 2010.         |
| Белци             | 974 (96,4%) | 2.028 (94,8%) |
| Афроамериканци    | 0 (0,0%)    | 7 (0,3%)      |
| Азијати           | 1 (0,1%)    | 1 (0,0%)      |
| Хиспаноамериканци | 19 (1,9%)   | 53 (2,5%)     |
| Укупно            | 1.010       | 2.139         |